# Монтроуз (Мичиген)
Монтроуз (Мичиген) (енгл. Montrose) град је у америчкој савезној држави Мичиген. По попису становништва из 2010. у њему је живело 1.657 становника.

## Демографија
Према попису становништва из 2010. у граду је живело 1.657 становника, што је 38 (2,3%) становника више него 2000. године.
| Група             | 2000.         | 2010.         |
| Белци             | 1.557 (96,2%) | 1.578 (95,2%) |
| Афроамериканци    | 2 (0,1%)      | 12 (0,7%)     |
| Азијати           | 2 (0,1%)      | 4 (0,2%)      |
| Хиспаноамериканци | 29 (1,8%)     | 39 (2,4%)     |
| Укупно            | 1.619         | 1.657         |